# Lithobius matulici
Lithobius matulici är en mångfotingart som beskrevs av Karl Wilhelm Verhoeff 1899. Lithobius matulici ingår i släktet Lithobius och familjen stenkrypare.
Artens utbredningsområde är Bosnien. Inga underarter finns listade i Catalogue of Life.